# 维克托·伊万年科
维克托·瓦连京诺维奇·伊万年科（俄语：Виктор Валентинович Иваненко，1947年9月19日—2023年1月1日）苏联和俄罗斯国家安全机构领导人、俄罗斯苏维埃社会主义联邦共和国国家安全委员会主席，生于苏联秋明州，1991年八一九政变期间支持俄罗斯联邦总统叶利钦粉碎了政变，苏联解体后担任首任俄罗斯安全机构负责人。